# Rukwasee
Der Rukwasee (früher auch Rikwasee, englisch Lake Rukwa) ist ein abflussloser Salzsee im südwestlichen Tansania. Die Gegend um den See ist nahezu unbewohnt, jedoch kommen viele Pendler hierher, um zu fischen. Der See liegt teilweise im Gebiet des Uwanda Game Reserve.

## Geografie, Ausdehnung und Ökologie
Auf halbem Weg zwischen dem Tanganjikasee und dem Nyassasee auf einer Höhe von 800 Metern über dem Meer gelegen, befindet er sich in einer Senke, die parallel zum Großen Afrikanischen Grabenbruch liegt. Über die Jahre erlebte der See große Veränderungen seiner Größe, verursacht durch variierende Zuflussmengen aus Wasserläufen. Momentan ist er etwa 180 Kilometer lang und durchschnittlich etwa 32 Kilometer breit, was 5760 Quadratkilometer ergibt. 1939 waren die Maße des Sees 128 Kilometer mal 40 Kilometer; 1929 dagegen war er lediglich 48 Kilometer lang. Manchmal ist er auch völlig ausgetrocknet. Seit etwa 2007 hat sich sein durchschnittlicher Wasserspiegel von 9,5 auf 3,4 Meter abgesenkt. Zu den wichtigen Zuflüssen gehören der Rungwa (von Norden), die Flüsse Lupa, Chambua und Songwe (von Süden) sowie der Momba (von Westen).
 Obwohl der See von 17 ständigen und saisonalen Wasserläufen gespeist wird, nimmt sein Wasservolumen von Jahr zu Jahr ab. Errichtete Staudämme und die Entwicklung von Bewässerungssystemen in den Dörfern seines Einzugsgebiets verringern die Menge und Dauer des Wasserzuflusses und beeinträchtigen dadurch die Verfügbarkeit von Wasser im See. Durch die zunehmende landwirtschaftliche Nutzung der Uferzonen entlang der Flüsse und das Abholzen von nahen Wäldern tritt eine Bodenerosion ein und so gelangen über die Flüsse erhebliche Mengen an Schwebstofffrachten in Form von Schluff sowie agrarische Abfälle in den See.

## Geologie
Bisher genutzte sedimentäre Salzablagerungen am See befinden sich in Salzpfannen an dessen Westküste. Im angrenzenden westlich gelegenen Umfeld des Sees fand um 1936 der belgische Geologe und Bergbauingenieur Jean de La Vallée Poussin Vorkommen mit Gehalten an Gold, Blei- und Kupfererzen, die sich bis nach Mpanda hinziehen. Der industrielle Bergbau begann hier 1947 mit der Uruwira Minerals Ltd. Bis heute (2017) hat sich in den benachbarten Bergen eine handwerkliche Goldgewinnung mittels des Amalgam-Verfahrens gehalten, wodurch über ihn zufließende Wasserläufe Quecksilberanteile in den See gelangen.

## Geschichte
Für die europäische Forschung wurde der See von John Hanning Speke entdeckt, nächster überlieferter europäischer Besucher war der schottische Forscher Joseph Thomson, der den Rukwasee 1880 aus einer geringen Distanz sah.

## Natur
Der Rukwasee ist in den Uwanda-Wildpark eingebettet, in dem seichten Gewässer leben Krokodile, Nilpferde sowie 59 verschiedene Fischarten, darunter der Tigersalmler (Hydrocynus vittatus), zwei Brycinus-Arten, die Buntbarsche Coptodon rendalli, Pseudocrenilabrus philander und Tilapia sparrmanii, drei Oreochromis-Arten, die Welse Auchenoglanis occidentalis, Heterobranchus longifilis und Schilbe mystus, fünf Fiederbartwelse (Synodontis), drei Welsarten der Gattung Chiloglanis, acht Barben aus der Gattung Enteromius, der Schmuck-Flösselhecht (Polypterus ornatipinnis), sowie der Ostafrikanische Lungenfisch (Protopterus amphibius).